# NGC 2719
NGC 2719 je galaksija u zviježđu Risu.

## Vanjske poveznice
- SEDS: NGC 2719